# كيمياء فراغية

الأنواع المختلفة من المتصاوغات. الكيمياء الفراغية تركز على المتصاوغات الفراغية

الكيمياء الفراغية هي فرع من فروع الكيمياء، يهتم بدراسة الترتيبات الفراغية للذرات بالنسبة لبعضها البعض في الجزيء. وهناك قسم هام من أقسام الكيمياء الفراغية ويدرس الجزيئات اليدوية.
أو بمعنى آخر دراسة ترتيب الذرات في الأبعاد الثلاثة.
تحتوي على طرق لتحديد ووصف هذه العلاقات، وتأثيرها على الخواص الفيزيائية أو الحيوية وهذه العلاقات توضح معلومات عن الجزيء الذي يتم دراسته، والطريقة التي تؤثر بها هذه العلاقات على نشاطية الجزيئات كيمياء فراغية حركية.

## الأهمية التاريخية
ويعتبر لويس باستير أول كيميائي فراغي، يلاحظ أن أملاح حمض التارتاريك المتجمع خلال إنتاج النبيذ يمكن أن تسبب دوران للضوء المستقطب، ولكن الأملاح المكونة من مصدر آخر لا تسبب دورانه. وهذه هي الخاصية الوحيدة فيزيائيا التي يمكن تفرق بين ملحي حمض التارتاريك، وهذا راجع للتصاوغ الضوئي.
وأحد البراهين على أهمية وتأثير الكيمياء الفراغية هي كارثة الثاليدوميد. وهو دواء تم استخدامه لأول مرة في عام 1957 في ألمانيا وقد كان يستخدم لعلاج غثيان الصباح للسيدات الحوامل. وقد اكتشف أن الدواء يسبب تشوهات للمواليد. وقد ساعدت هذه الكارثة على اختبار العقار جيدا، وتم اكتشاف أن أحد المتماكبات الضوئية للعقار آمن بينما الآخر يسبب تشوهات، ويؤثر سلبيا على الجينات أثناء نمو الأجنة. وفي الجسم البشري، يحدث للثاليدوميد ترازم (racemization)، وحتى في حالة تعاطي متصاوغ ضوئي واحد منهما فإن الآخر ينتج.
وتعتبر قواعد أولويات جان إنجولد بريلوج جزء من نظام لوصف الكيمياء الفراغية لجزيء. وقد قاموا بترتيب الذرات حول المركز الفراغي بطريقة قياسية، يحيث يمكن يمكن وصف وضع الذرات حول المركز الفراغي بدون غموض أو تداخل.
مسقط فيشر طريقة مبسطة لرسم (تصور) وضع الذرات حول المركز الفراغي.

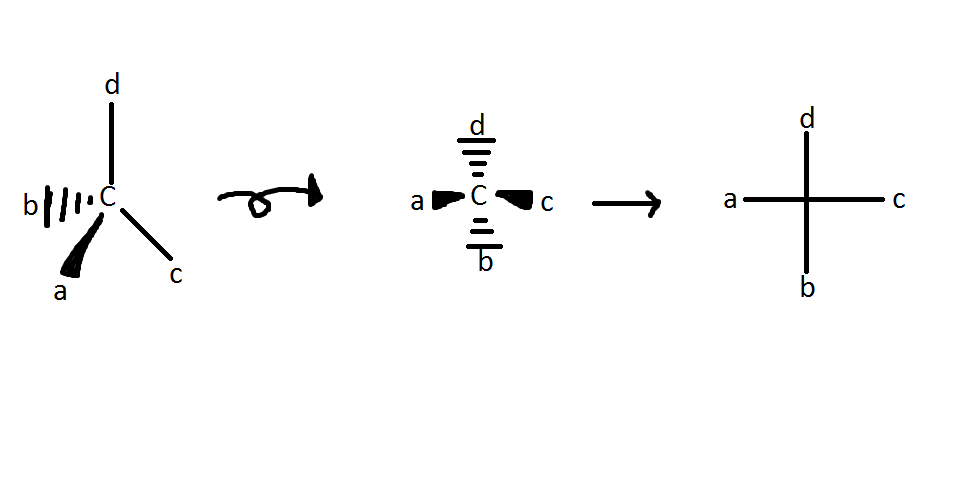
إسقاط فشر الانقلابي

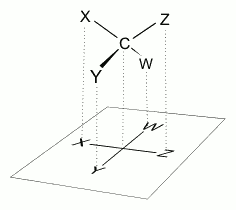
إسقاط فشر

على اليسار تصور فيشر، وعلى اليمين شكل ثلاثي الأبعاد «وتدي». وكلا الشكلين يصف نفس الكيمياء الفراغية.
الشكل الأيمن هو «مشهد جانبي» لما تم تصوره في مسقط فيشر على اليسار، لو تم النظر على تصور فيشر من اليسار (اتجاه السهم). الروابط التي تؤدى للذرات 1 و 4 في اتجاه معاكس للروابط التي تؤدى للذرات 2, 3, 5, 6.
الخط الأفقي في تصور فيشر غالبا ما يعبر عن الروابط التي تشير للاتجاه الأمامي لمستوى الصفحة (تخرج من الصفحة في اتجاهك). بينما تعبر الخطوط الرأسية عن الروابط في مستوى الصفحة، أو التي تشير للاتجاه الخلفى لمستوى الصفحة.
وحتى تكون ذرة الكربون لها مركز فراغي يجب أن ترتبط لأربع مستبلات مختلفة. وهناك تصور حسابي لتحديد مدة يدوية " chirality" جزيء مبنيا على إشارة المحدد تم عمله بواسطة سايبلاك ووايسينيسكي.

Alpha-D-Glucose

## موضوعات متعلقة
- تصاوغ ضوئي
- تصاوغ
- مصاوغة
- مصاوغ كربونيلي
- مركب ميزو

## وصلات خارجية
- معلومات عن الثاليدوميد
- صور مستقطبة لأشكال بالغة الدقة لكيماويات متبللرة مع الوصف والاستخدامات، متضمنة حمص التارتاريك